# Sami Orpana
Sami Orpana (* 28. Februar 1990 in Lahti) ist ein finnischer Biathlet.
Sami Orpana ist Student und lebt in Lahti. Er tritt für Lahden Hiihtoseura an und wird von Jonne Kähkönen trainiert. 2007 trat er im Rahmen der Junioren-Weltmeisterschaften im Sommerbiathlon in Otepää erstmals bei einem Großereignis an. Im Cross-Sprint belegte er Platz 23, mit Mari Laukkanen, Susanna Porela und Teppo Karjalainen in der Crosslauf-Mixed-Staffel Platz acht. In den Skiroller-Wettbewerben wurde Orpana 18. im Sprint und 20. der Verfolgung. Im Winter 2008 nahm er an der ersten Biathlon-Weltmeisterschaft der Junioren teil. In Ruhpolding wurde er 42. des Einzels, 12. des Sprints, 20. der Verfolgung und 16. im Staffelwettbewerb. Erstmals im Leistungsbereich wurde Orpana bei den Sommerbiathlon-Weltmeisterschaften 2009 in Oberhof mit Laura Toivanen, Mari Laukkanen und Jori Rantahakala in der Mixed-Staffel eingesetzt, in der Finnland Platz elf belegte. Im Sprint wurde er in den Junioren-Wettbewerben eingesetzt. Auch 2010 nahm der Finne in Duszniki-Zdrój an den Junioren-Wettbewerben der Sommerbiathlon-WM teil und wurde Elfter des Sprints und Siebter der Verfolgung.
Nach seinem Staffelrennen bei der Sommerbiathlon-WM 2009 kam Orpana gegen Ende der Saison 2009/10 erstmals im Biathlon-Weltcup zum Einsatz. Seinen ersten Sprint bestritt er am Holmenkollen in Oslo und wurde dabei 85. Zum Saisonfinale in Chanty-Mansijsk erreichte er in seinem zweiten Sprint mit Rang 79 seine bislang beste Platzierung. Zudem nahm er an der Seite von Mari Laukkanen, Kaisa Mäkäräinen und Marko Juhani Mänttäri an der Biathlon-Mixed-Staffel-Weltmeisterschaft 2010 teil und wurde mit der finnischen Staffel 18. In Oberhof war der Finne 2011 an der Seite von Jarkko Kauppinen, Timo Antila und Janne Kantanen erstmals im Einsatz mit der Männer-Staffel und wurde 22.

## Biathlon-Weltcup-Platzierungen
Die Tabelle zeigt alle Platzierungen (je nach Austragungsjahr einschließlich Olympische Spiele und Weltmeisterschaften).
- 1.–3. Platz: Anzahl der Podiumsplatzierungen
- Top 10: Anzahl der Platzierungen unter den ersten zehn (einschließlich Podium)
- Punkteränge: Anzahl der Platzierungen innerhalb der Punkteränge (einschließlich Podium und Top 10)
- Starts: Anzahl gelaufener Rennen in der jeweiligen Disziplin
- Staffel: inklusive Mixed- und Single-Mixed-Staffeln

| Platzierung         | Einzel | Sprint | Verfolgung | Massenstart | Staffel | Gesamt |
| ------------------- | ------ | ------ | ---------- | ----------- | ------- | ------ |
| 1. Platz            |        |        |            |             |         |        |
| 2. Platz            |        |        |            |             |         |        |
| 3. Platz            |        |        |            |             |         |        |
| Top 10              |        |        |            |             |         |        |
| Punkteränge         |        |        |            |             | 11      | 11     |
| Starts              | 3      | 10     |            |             | 11      | 24     |
| Stand: Karriereende |        |        |            |             |         |        |